# Rodzicielka
Rodzicielka – kobieta, która we własnym ciele nosiła dziecko podczas ciąży i urodziła je żywe podczas porodu. Rodzicielka jest matką, ale nie każda matka dziecka była jego rodzicielką (np. w przypadku adopcji, zastępczego rodzicielstwa). Rodzicielka jest osobą, która jako pierwsza zostanie wpisana do aktu urodzenia dziecka, niezależnie od możliwości późniejszych zmian (domniemanie).